# Cheilosia komabaensis
Cheilosia komabaensis är en tvåvingeart som beskrevs av Tokuichi Shiraki 1968. Cheilosia komabaensis ingår i släktet örtblomflugor, och familjen blomflugor. Inga underarter finns listade i Catalogue of Life.